# Championnat sud-américain de football de 1942
Navigation
Chili 1941 Chili 1945
Le Championnat sud-américain de football de 1942 est la dix-septième édition du championnat sud-américain de football des nations, connu comme la Copa América depuis 1975, qui a eu lieu à Montevideo en Uruguay du 10 janvier au 7 février 1942.
Les pays participants sont l'Argentine, le Brésil, le Chili, l'Équateur, le Paraguay, le Pérou et l'Uruguay.
Le tournoi est marqué par le match entre l'Argentine et l'Équateur, au cours duquel José Manuel Moreno inscrit le 500e but de l'histoire de la Copa América, signant un quintuplé pour ce qui reste comme le plus large écart dans l'histoire de la compétition (12-0). Les Argentins Moreno et Herminio Masantonio partagent le titre de meilleur buteur, avec sept réalisations chacun.

## Équipes

Photographies d'équipes lors de la compétition
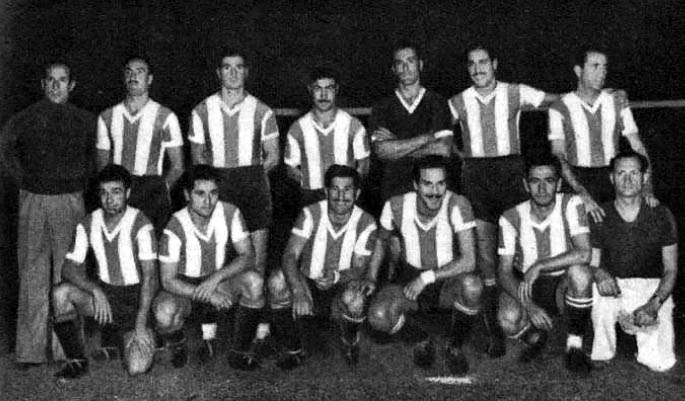
Équipe d'Argentine
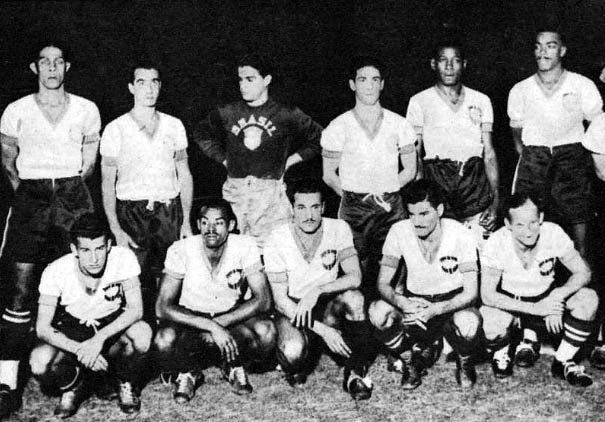
Équipe du Brésil
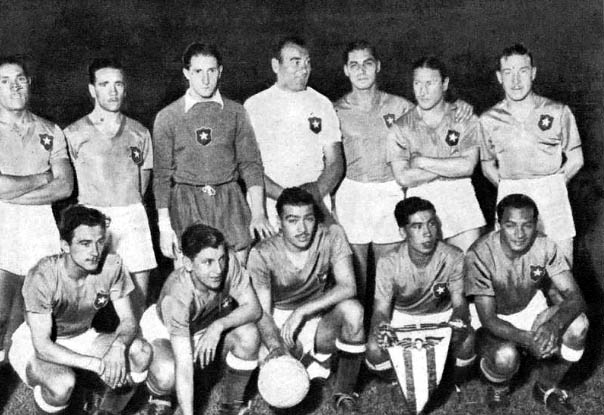
Équipe du Chili
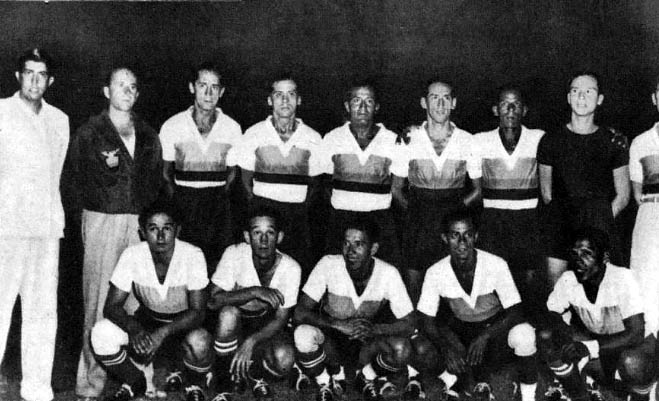
Équipe d'Équateur
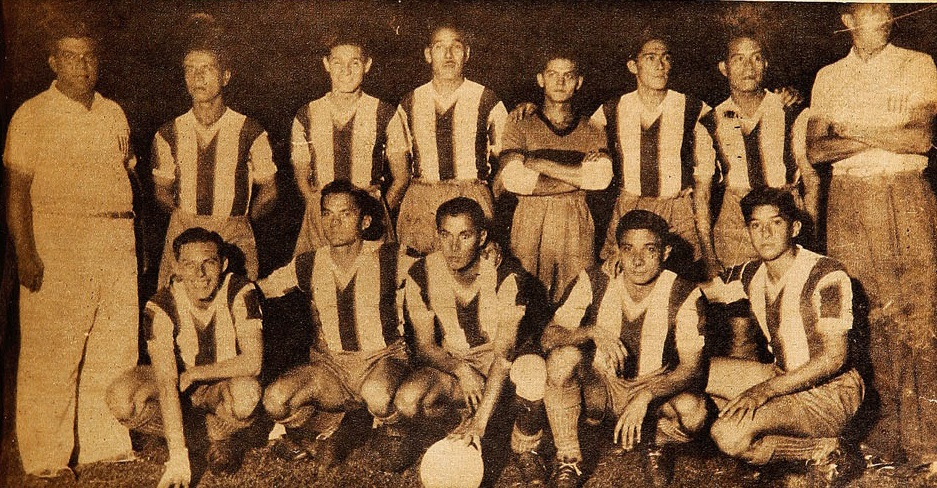
Équipe du Paraguay
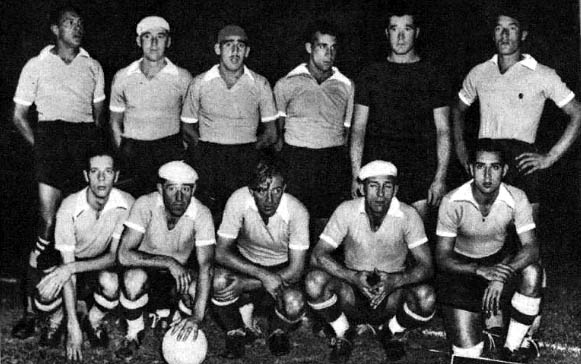
Équipe d'Uruguay

## Résultats

### Classement final
Les sept équipes participantes disputent le championnat au sein d'une poule unique où chaque formation rencontre une fois ses adversaires. À la fin de la compétition, l'équipe classée première remporte le titre.
|   | Équipe    | Pts | J | G | N | P | BP | BC | Diff |
| - | --------- | --- | - | - | - | - | -- | -- | ---- |
| 1 | Uruguay   | 12  | 6 | 6 | 0 | 0 | 21 | 2  | +19  |
| 2 | Argentine | 9   | 6 | 4 | 1 | 1 | 21 | 6  | +15  |
| 3 | Brésil    | 7   | 6 | 3 | 1 | 2 | 15 | 7  | +8   |
| 4 | Paraguay  | 6   | 6 | 2 | 2 | 2 | 11 | 10 | +1   |
| 5 | Pérou     | 4   | 6 | 1 | 2 | 3 | 5  | 10 | -5   |
| 6 | Chili     | 3   | 6 | 1 | 1 | 4 | 4  | 15 | -11  |
| 7 | Équateur  | 0   | 6 | 0 | 0 | 6 | 4  | 31 | -27  |

| 10 janvier  | Uruguay   | 6  | 1 | Chili     |
| 11 janvier  | Argentine | 4  | 3 | Paraguay  |
| 14 janvier  | Brésil    | 6  | 1 | Chili     |
| 17 janvier  | Argentine | 2  | 1 | Brésil    |
| 18 janvier  | Uruguay   | 7  | 0 | Équateur  |
| 18 janvier  | Paraguay  | 1  | 1 | Pérou     |
| 21 janvier  | Brésil    | 2  | 1 | Pérou     |
| 22 janvier  | Paraguay  | 2  | 0 | Chili     |
| 22 janvier  | Argentine | 12 | 0 | Équateur  |
| 24 janvier  | Uruguay   | 1  | 0 | Brésil    |
| 25 janvier  | Paraguay  | 3  | 1 | Équateur  |
| 25 janvier  | Argentine | 3  | 1 | Pérou     |
| 28 janvier  | Pérou     | 2  | 1 | Équateur  |
| 28 janvier  | Uruguay   | 3  | 1 | Paraguay  |
| 31 janvier  | Argentine | 0  | 0 | Chili     |
| 31 janvier  | Brésil    | 5  | 1 | Équateur  |
| 1er février | Uruguay   | 3  | 0 | Pérou     |
| 5 février   | Chili     | 2  | 1 | Équateur  |
| 5 février   | Brésil    | 1  | 1 | Paraguay  |
| 7 février   | Chili     | 0  | 0 | Pérou     |
| 7 février   | Uruguay   | 1  | 0 | Argentine |

### Matchs
| 10 janvier 1942 | Uruguay                                                                      | 6 – 1 | Chili         | Stade Centenario (Montevideo)                          |                                                        |
| | L. E. Castro 7e, 76e · O. Varela 12e · Ciocca 15e · Zapirain 37e · Porta 54e | (4 - 1) | Contreras 1re | Spectateurs : 40 000 Arbitrage : José Bartolomé Macías | Spectateurs : 40 000 Arbitrage : José Bartolomé Macías |
| Paz - Bermúdez, Muñiz - Rodríguez, O. Varela ( 81e González), Gambetta - L. E. Castro, S. Varela ( 76e Chirimini), Ciocca, Porta, Zapirain | Équipes                                                                      | Ibáñez ( Fernández) - Roa ( C. Arancibia), Salfate - Las Heras, Medina, Pastene - Armingol, Casanova ( M. Arancibia), Contreras, Domínguez, Torres |               | Spectateurs : 40 000 Arbitrage : José Bartolomé Macías | Spectateurs : 40 000 Arbitrage : José Bartolomé Macías |

| 11 janvier 1942                                                                                    | Argentine                                       | 4 – 3 | Paraguay                      | Stade Centenario (Montevideo)                        |                                                      |
| | Sandoval 9e · Masantonio 30e, 47e · Perucca 88e | (2 - 0) | Sánchez 59e · Aveiro 75e, 86e | Spectateurs : 20 000 Arbitrage : José Ferreira Lemos | Spectateurs : 20 000 Arbitrage : José Ferreira Lemos |
| Gualco - Salomón, Alberti - Blotto, Perucca, Ramos - Tossoni, Sandoval, Masantonio, Moreno, García | Équipes                                         | Alonso - Benítez, Acosta - Escobar ( Benegas), Ortega ( Cantero), Granje - Barrios, Aveiro, Sánchez, Mingo ( Baudo Franco), Ibáñez |                               | Spectateurs : 20 000 Arbitrage : José Ferreira Lemos | Spectateurs : 20 000 Arbitrage : José Ferreira Lemos |

| 14 janvier 1942                                                                                 | Brésil                                                | 6 – 1 | Chili         | Stade Centenario (Montevideo)                  |                                                |
|                                                                                                 | Patesko 1re, 78e · Pirilo 23e, 63e, 86e · Cláudio 66e | (2 - 1) | Domínguez 35e | Spectateurs : 10 000 Arbitrage : Aníbal Tejada | Spectateurs : 10 000 Arbitrage : Aníbal Tejada |
| Cajú - Norival, Osvaldo - Afonsinho, Brandão, Dino II - Cláudio, Servílio, Pirilo, Tim, Patesko | Équipes                                               | Fernández - Roa, Salfate - Las Heras (), Medina, Pastene - Armingol, Casanova, Contreras, Domínguez ( Barrera), Torres ( Pérez) |               | Spectateurs : 10 000 Arbitrage : Aníbal Tejada | Spectateurs : 10 000 Arbitrage : Aníbal Tejada |

| 17 janvier 1942 | Argentine                  | 2 – 1 | Brésil       | Stade Centenario (Montevideo)                   |                                                 |
| | García 3e · Masantonio 27e | (2 - 1) | Servílio 37e | Spectateurs : 30 000 Arbitrage : Enrique Cuenca | Spectateurs : 30 000 Arbitrage : Enrique Cuenca |
| Gualco - Salomón ( 70e Montañés), Alberti - Esperón, Videla ( 46e Perucca), Ramos - Tossoni ( 65e Heredia), Pedernera, Masantonio, Moreno, García | Équipes                    | Cajú - Domingos da Guia, Osvaldo - Afonsinho, Brandão, Dino II - Cláudio ( Amorim), Servílio ( Zizinho), Pirilo, Tim, Patesko ( Pipí) · |              | Spectateurs : 30 000 Arbitrage : Enrique Cuenca | Spectateurs : 30 000 Arbitrage : Enrique Cuenca |
| |                            | |              |                                                 |                                                 |

| 18 janvier 1942 | Uruguay                                                                | 7 – 0 | Équateur | Stade Centenario (Montevideo)                           |                                                         |
| | Zapirain 1re · Gambetta 13e · S. Varela 16e, 24e, 29e · Porta 23e, 42e | (7 - 0) |          | Spectateurs : 45 000 Arbitrage : Marcos Gerinaldo Rojas | Spectateurs : 45 000 Arbitrage : Marcos Gerinaldo Rojas |
| Paz - Bermúdez, Muñiz - Rodríguez, O. Varela ( 65e González), Gambetta - L. E. Castro ( 46e E. Castro), S. Varela ( 80e Chirimini), Ciocca, Porta, Zapirain | Équipes                                                                | Medina ( Vásquez) - Hungría, Ronquillo - Merino ( Sempértegui), Zambrano, L. Mendoza - Alvarez, Jiménez, Herrera, Alcívar, Acevedo · |          | Spectateurs : 45 000 Arbitrage : Marcos Gerinaldo Rojas | Spectateurs : 45 000 Arbitrage : Marcos Gerinaldo Rojas |
| |                                                                        | |          |                                                         |                                                         |

| 18 janvier 1942                                                                                          | Paraguay    | 1 – 1 | Pérou          | Stade Centenario (Montevideo)                          |                                                        |
| | Barrios 35e | (1 - 1) | Magallanes 1re | Spectateurs : 45 000 Arbitrage : José Bartolomé Macías | Spectateurs : 45 000 Arbitrage : José Bartolomé Macías |
| Ríos - Benítez, Acosta - Benegas, Ortega, Escobar - Barrios, Aveiro, Sánchez, Cantero ( Mingo), Ibarrola | Équipes     | Honores - Quispe, Perales - T. Guzmán, Pasache, Lobatón ( Jordán) - Quiñónez, Magallanes, Fernández, L. Guzmán ( Morales), Magán ( Agurto) · |                | Spectateurs : 45 000 Arbitrage : José Bartolomé Macías | Spectateurs : 45 000 Arbitrage : José Bartolomé Macías |
| |             | |                |                                                        |                                                        |

| 21 janvier 1942                                                                                               | Brésil          | 2 – 1 | Pérou         | Stade Centenario (Montevideo)                           |                                                         |
| | Amorim 43e, 56e | (1 - 0) | Fernández 73e | Spectateurs : 10 000 Arbitrage : Marcos Gerinaldo Rojas | Spectateurs : 10 000 Arbitrage : Marcos Gerinaldo Rojas |
| Cajú - Domingos da Guia, Osvaldo - Afonsinho, Brandão, Argemiro - Amorim, Russo ( Pirilo), Zizinho, Tim, Pipí | Équipes         | Honores - Quispe, Perales - T. Guzmán, Pasache, Jordán ( Portal) - Quiñónez, Magallanes, Fernández, Delgado ( L. Guzmán), Magán ( Agurto) |               | Spectateurs : 10 000 Arbitrage : Marcos Gerinaldo Rojas | Spectateurs : 10 000 Arbitrage : Marcos Gerinaldo Rojas |

| 22 janvier 1942                                                                                                   | Paraguay                       | 2 – 0 | Chili | Stade Centenario (Montevideo)                        |                                                      |
| | Barrios 33e · Baudo Franco 54e | (1 - 0) |       | Spectateurs : 25 000 Arbitrage : José Ferreira Lemos | Spectateurs : 25 000 Arbitrage : José Ferreira Lemos |
| Ríos - Benítez, Acosta - Granje, Ortega, Escobar - Barrios, I. Romero, Baudo Franco, L. Romero ( Mingo), Ibarrola | Équipes                        | Livingstone - Roa, Salfate - Cabrera, Medina, Pastene - Armingol, Barrera, Contreras ( M. Arancibia ( Casanova)), Domínguez, Riera |       | Spectateurs : 25 000 Arbitrage : José Ferreira Lemos | Spectateurs : 25 000 Arbitrage : José Ferreira Lemos |

| 22 janvier 1942                                                                                      | Argentine                                                                                                | 12 – 0 | Équateur | Stade Centenario (Montevideo)                |                                              |
| | García 2e · Moreno 12e, 16e, 22e, 32e, 89e · Pedernera 25e · Masantonio 54e, 65e, 68e, 70e · Perucca 88e | (6 - 0) |          | Spectateurs : 25 000 Arbitrage : Manuel Soto | Spectateurs : 25 000 Arbitrage : Manuel Soto |
| Gualco - Salomón, Valussi - Esperón, Perucca, Ramos - Heredia, Pedernera, Masantonio, Moreno, García | Équipes                                                                                                  | Medina - Zurita, Ronquillo - Sempértegui, Zambrano ( Torres), L. Mendoza - Alvarez, Jiménez, Gavilánez ( Herrera), Alcívar, Acevedo |          | Spectateurs : 25 000 Arbitrage : Manuel Soto | Spectateurs : 25 000 Arbitrage : Manuel Soto |

| 24 janvier 1942                                                                                         | Uruguay       | 1 – 0 | Brésil | Stade Centenario (Montevideo)                           |                                                         |
| | S. Varela 32e | (1 - 0) |        | Spectateurs : 55 000 Arbitrage : Marcos Gerinaldo Rojas | Spectateurs : 55 000 Arbitrage : Marcos Gerinaldo Rojas |
| Paz - Romero, Muñiz - Rodríguez, O. Varela, Gambetta - L. E. Castro, S. Varela, Ciocca, Porta, Zapirain | Équipes       | Cajú - Domingos da Guia, Osvaldo - Afonsinho, Brandão, Dino II ( 44e Argemiro) - Amorim, Servílio, Pirilo, Tim, Patesko |        | Spectateurs : 55 000 Arbitrage : Marcos Gerinaldo Rojas | Spectateurs : 55 000 Arbitrage : Marcos Gerinaldo Rojas |

| 25 janvier 1942 | Paraguay                                   | 3 – 1 | Équateur    | Stade Centenario (Montevideo)                |                                              |
| | Baudo Franco 5e · Mingo 57e · Ibarrola 62e | (1 - 0) | Jiménez 46e | Spectateurs : 12 000 Arbitrage : Manuel Soto | Spectateurs : 12 000 Arbitrage : Manuel Soto |
| Ríos - Benítez ( Carballo), Acosta - Granje, Ortega, Escobar - Barrios, I. Romero, Baudo Franco ( Mingo), Sánchez, Ibarrola | Équipes                                    | Medina - Hungría ( Zurita), Ronquillo - Torres, Zambrano, L. Mendoza - Alvarez, Jiménez, Abril ( Herrera), Alcívar, Acevedo |             | Spectateurs : 12 000 Arbitrage : Manuel Soto | Spectateurs : 12 000 Arbitrage : Manuel Soto |

| 25 janvier 1942 | Argentine                     | 3 – 1 | Pérou         | Stade Centenario (Montevideo)                  |                                                |
| | Heredia 12e · Moreno 65e, 72e | (1 - 1) | Fernández 17e | Spectateurs : 12 000 Arbitrage : Aníbal Tejada | Spectateurs : 12 000 Arbitrage : Aníbal Tejada |
| Gualco - Salomón ( 80e Montañés), Alberti - Esperón, Perucca, Ramos - Heredia ( 75e Tossoni), Pedernera, Masantonio ( 65e Laferrara), Moreno, García | Équipes                       | Soriano - Quispe, Luna - T. Guzmán, Biffi, Lobatón ( Portal) - Quiñónez, Magallanes, Fernández, L. Guzmán ( Zegarra), Magán ( Hurtado) |               | Spectateurs : 12 000 Arbitrage : Aníbal Tejada | Spectateurs : 12 000 Arbitrage : Aníbal Tejada |

| 28 janvier 1942 | Pérou                        | 2 – 1 | Équateur    | Stade Centenario (Montevideo)                  |                                                |
| | Quiñónez 32e · L. Guzmán 62e | (1 - 0) | Jiménez 52e | Spectateurs : 40 000 Arbitrage : Aníbal Tejada | Spectateurs : 40 000 Arbitrage : Aníbal Tejada |
| Honores - Obando, Perales - Lobatón, Pasache, Portal - Quiñónez, Magallanes ( Morales), Fernández, L. Guzmán, Hurtado | Équipes                      | Medina - Hungría, Zurita - Torres, Zambrano, L. Mendoza ( Merino) - Alvarez, Jiménez, Gavilánez ( Herrera), Alcívar, Acevedo |             | Spectateurs : 40 000 Arbitrage : Aníbal Tejada | Spectateurs : 40 000 Arbitrage : Aníbal Tejada |

| 28 janvier 1942                                                                                           | Uruguay                               | 3 – 1 | Paraguay    | Stade Centenario (Montevideo)                   |                                                 |
| | S. Varela 9e · Porta 26e · Ciocca 65e | (2 - 0) | Barrios 58e | Spectateurs : 40 000 Arbitrage : Enrique Cuenca | Spectateurs : 40 000 Arbitrage : Enrique Cuenca |
| Paz - Bermúdez, Muñiz - Rodríguez, O. Varela, Gambetta - L. E. Castro, S. Varela, Ciocca, Porta, Zapirain | Équipes                               | Ríos - Benítez, Acosta ( Carballo) - Benegas, Ortega, Escobar - Barrios, I. Romero, Mello, Sánchez ( Villalba), Ibarrola |             | Spectateurs : 40 000 Arbitrage : Enrique Cuenca | Spectateurs : 40 000 Arbitrage : Enrique Cuenca |

| 31 janvier 1942                                                                                    | Argentine | 0 – 0 | Chili | Stade Centenario (Montevideo)                   |
| |           | |       | Spectateurs : 15 000 Arbitrage : Enrique Cuenca |
| Gualco - Salomón, Alberti - Esperón, Videla, Ramos - Heredia, Pedernera, Laferrara, Moreno, García | Équipes   | Livingstone - Roa, Salfate - Cabrera, Medina, Pastene - Armingol ( Torres), Barrera, Contreras ( M. Arancibia), Domínguez, Riera |       |                                                 |

| 31 janvier 1942 | Brésil                                       | 5 – 1 | Équateur           | Stade Centenario (Montevideo)                          |                                                        |
| | Tim 10e · Pirilo 12e, 29e, 76e · Zizinho 60e | (3 - 1) | Alvarez 19e (pen.) | Spectateurs : 40 000 Arbitrage : José Bartolomé Macías | Spectateurs : 40 000 Arbitrage : José Bartolomé Macías |
| Cajú - Norival, Begliomini - Afonsinho, Jaime de Almeida, Argemiro - Cláudio ( Joãnino), Zizinho, Pirilo, Tim, Pipí ( Paulo) | Équipes                                      | Medina - Hungría, Zurita - Torres, Zambrano, Sempértegui ( L. Mendoza) - Alvarez, Jiménez, Herrera ( Merino ( Abril)), Alcívar, Acevedo |                    | Spectateurs : 40 000 Arbitrage : José Bartolomé Macías | Spectateurs : 40 000 Arbitrage : José Bartolomé Macías |

| 1er février 1942 | Uruguay                                      | 3 – 0 | Pérou | Stade Centenario (Montevideo)                          |                                                        |
| | Chirimini 47e · L. E. Castro 54e · Porta 77e | (0 - 0) |       | Spectateurs : 40 000 Arbitrage : José Bartolomé Macías | Spectateurs : 40 000 Arbitrage : José Bartolomé Macías |
| Paz - Romero, Muñiz - Rodríguez, O. Varela ( 75e Galvalisi), Gambetta - L. E. Castro, S. Varela ( 20e Chirimini), Ciocca, Porta, Zapirain | Équipes                                      | Honores - Quispe, Perales - T. Guzmán, Pasache, Lobatón - Quiñónez, Morales, Fernández ( Magallanes), L. Guzmán ( Zegarra), Hurtado ( Magán) |       | Spectateurs : 40 000 Arbitrage : José Bartolomé Macías | Spectateurs : 40 000 Arbitrage : José Bartolomé Macías |

| 5 février 1942 | Chili                        | 2 – 1 | Équateur   | Stade Centenario (Montevideo)                           |                                                         |
| | Domínguez 20e · Armingol 42e | (2 - 1) | Alcívar 5e | Spectateurs : 15 000 Arbitrage : Marcos Gerinaldo Rojas | Spectateurs : 15 000 Arbitrage : Marcos Gerinaldo Rojas |
| Livingstone - Roa, Salfate - Cabrera, Medina, Pastene - Armingol, Barrera ( Casanova), Contreras, Domínguez, Riera ( Torres) | Équipes                      | Medina - Hungría, Ronquillo ( Zurita) - Torres, Zambrano, L. Mendoza - Alvarez, Jiménez ( Alcívar), J. Mendoza, Gavilánez, Acevedo |            | Spectateurs : 15 000 Arbitrage : Marcos Gerinaldo Rojas | Spectateurs : 15 000 Arbitrage : Marcos Gerinaldo Rojas |

| 5 février 1942 | Brésil     | 1 – 1 | Paraguay         | Stade Centenario (Montevideo)                          |                                                        |
| | Zizinho 5e | (1 - 1) | Baudo Franco 23e | Spectateurs : 15 000 Arbitrage : José Bartolomé Macías | Spectateurs : 15 000 Arbitrage : José Bartolomé Macías |
| Cajú - Domingos da Guia, Osvaldo - Afonsinho ( 10e Jaime de Almeida), Brandão, Dino II ( 46e Argemiro) - Amorim, Zizinho, Paulo ( 84e Servílio), Tim, Patesko | Équipes    | Ríos ( Alonso) - Benítez, Acosta - Benegas, Ortega, Escobar - Barrios, Cantero ( Sánchez), Baudo Franco, Mingo, Villalba |                  | Spectateurs : 15 000 Arbitrage : José Bartolomé Macías | Spectateurs : 15 000 Arbitrage : José Bartolomé Macías |

| 7 février 1942 | Pérou   | 0 – 0                                                                                                   | Chili | Stade Centenario (Montevideo)                          |                                                        |
| |         | (0 - 0)                                                                                                 |       | Spectateurs : 70 000 Arbitrage : José Bartolomé Macías | Spectateurs : 70 000 Arbitrage : José Bartolomé Macías |
| Honores - Quispe, Perales - T. Guzmán, Pasache ( Biffi), Lobatón - Quiñónez, Magallanes, Fernández, L. Guzmán, Magán | Équipes | Livingstone - Roa, Salfate - Cabrera, Medina, Pastene - Armingol, Casanova, Contreras, Domínguez, Riera |       | Spectateurs : 70 000 Arbitrage : José Bartolomé Macías | Spectateurs : 70 000 Arbitrage : José Bartolomé Macías |

| 7 février 1942 | Uruguay      | 1 – 0 | Argentine | Stade Centenario (Montevideo)                           |                                                         |
| | Zapirain 57e | (0 - 0) |           | Spectateurs : 70 000 Arbitrage : Marcos Gerinaldo Rojas | Spectateurs : 70 000 Arbitrage : Marcos Gerinaldo Rojas |
| Paz - Romero, Muñiz - Rodríguez, O. Varela, Gambetta - L. E. Castro, S. Varela ( 21e Chirimini ( 84e Correa)), Ciocca, Porta, Zapirain | Équipes      | Gualco - Salomón, Valussi ( 31e Montañés) - Esperón, Perucca, Ramos - Heredia ( 72e Pedernera), Sandoval, Masantonio, Moreno, García ( 65e Ferreyra) |           | Spectateurs : 70 000 Arbitrage : Marcos Gerinaldo Rojas | Spectateurs : 70 000 Arbitrage : Marcos Gerinaldo Rojas |

| Championnat sud-américain de football de 1942 - Vainqueur Uruguay 8e titre |

## Meilleurs buteurs
7 buts
- Herminio Masantonio
- José Manuel Moreno

6 buts
- Sylvio Pirilo

5 buts
- Roberto Porta
- Severino Varela

3 buts
- Marcial Barrios
- Fabio Baudo Franco
- Luis Ernesto Castro
- Bibiano Zapirain